# 퓌두
퓌두(프랑스어: Puidoux)는 스위스 보주의 라보-오롱구에 위치한 지자체이다.

## 역사
퓌두는 1134년에 Puidos로 처음 언급되었다. 1810년 독립 시정촌이 될 때까지 생사포랑(Saint-Saphorin)의 일부였다.

## 지리

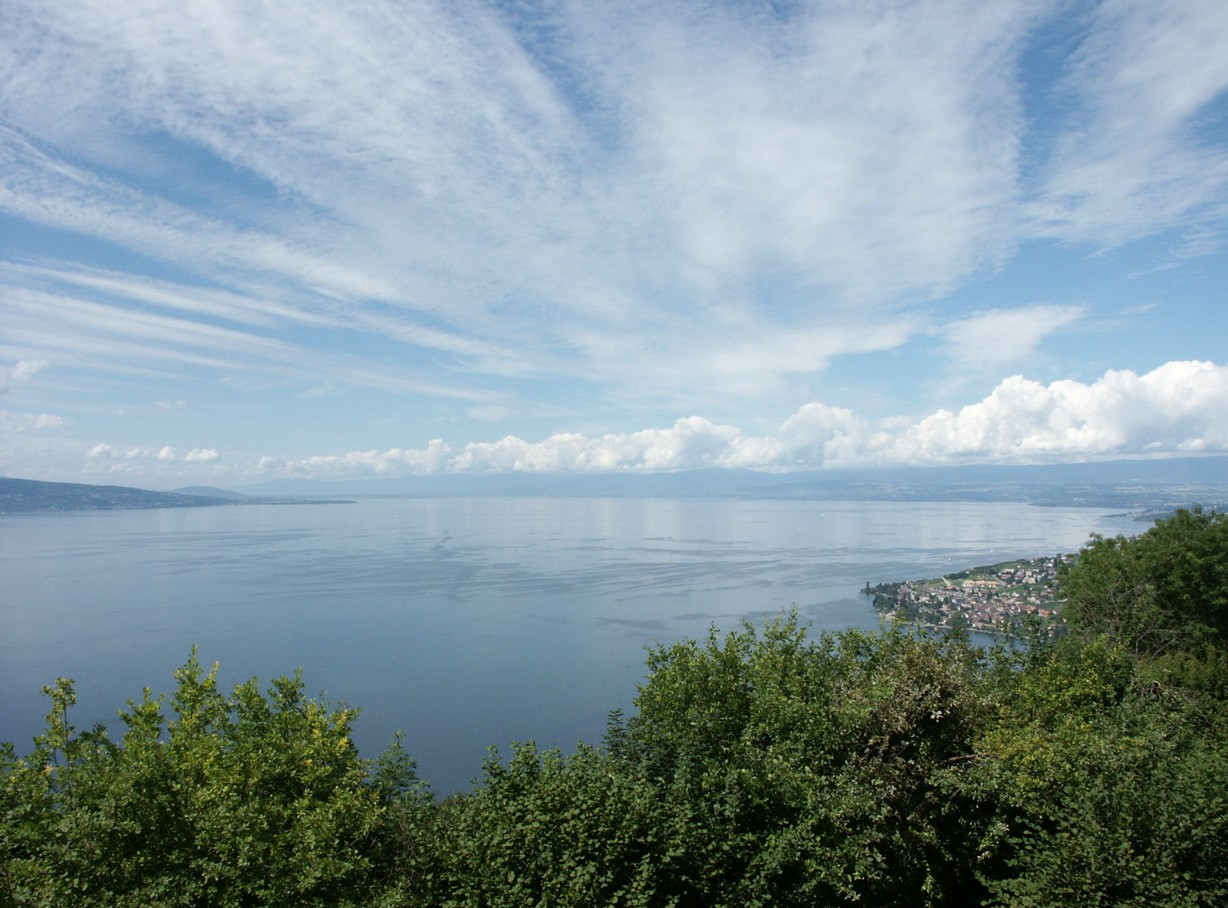
퓌두의 제네바호

퓌두의 면적은 2009년 기준으로 22.89k㎡이다. 이 면적 중 14.27k㎡ (62.3%)가 농업 목적으로 사용되는 반면 5.56k㎡ (24.3%)는 산림이다. 나머지 토지 중 2.4k㎡ (10.5%)가 정착(건물 또는 도로), 0.58k㎡ (2.5%)가 강 또는 호수이고 0.07k㎡ (0.3%)는 비생산적인 토지이다.
건축면적 중 주택과 건물이 2.8%, 교통기반시설이 4.2%를 차지했다. 공원, 녹지대, 운동장이 2.3%를 차지했다. 숲이 우거진 토지 중 전체 토지의 21.8%는 숲이 우거져 있고 2.4%는 과수원이나 작은 나무 군락으로 덮여 있다. 농경지 중 30.0%는 작물 재배에 사용되며 26.1%는 목초지로, 4.7%는 과수원이나 포도밭으로, 1.5%는 고산 목초지로 사용된다. 시정촌의 모든 물은 호수에 있다.
시정촌은 2006년 8월 31일에 해산될 때까지 라보구의 일부였으며, 퓌두는 라보-오롱구 일부가 되었다.
시정촌은 제네바 호수를 따라 위치하며, 쥐라산맥 지역과 브루아강까지 뻗어 있다. 지자체의 아래 부분은 호수를 따라 있는 퓌두 마을, Publoz 및 Cremières의 작은 마을, Treytorrens 및 Dézaley의 포도원으로 구성된다. 지자체의 상부에는 몽 펠레랭(Mont-Pèlerin)의 능선을 따라 브레호수와 몽쉐소(Mont-Chesau)까지 흩어져 있는 정착촌이 있다.

## 인구통계
2020년 12월 기준, 퓌두의 인구는 2,888명이다. 2008년 기준으로 인구의 28.7%가 거주 외국인이다. 1999년부터 2009년까지 지난 10년 동안 인구는 9.7%의 비율로 변화했다. 이주로 인해 2.8%의 비율로, 출생 및 사망으로 인해 7.7%의 비율로 변경되었다.
2000년 기준, 인구 대부분인 1,958명(83.7%)이 프랑스어를 사용하며, 포르투갈어가 134명(5.7%)으로 2위이고, 독일어가 87명(3.7%)으로 3위이다. 이탈리아어를 할 줄 아는 사람이 37명 있다.
자치제 인구 중 666명 또는 약 28.5%가 퓌두에서 태어나 2000년에 그곳에 살았다. 같은 주에서 태어난 739명(31.6%)가 있었고, 301명(12.9%)가 스위스 타지에서 태어났고, 579명(12.9%)가 스위스 다른 곳에서 태어났다. 24.8%는 스위스 밖에서 태어났다.
2008년에는 스위스 시민이 24명, 비스위스계 시민이 8명이 태어났으며, 같은 기간에 스위스 시민이 15명, 비스위스계 시민이 2명 사망했다. 이민과 이주를 무시하면, 스위스 시민의 인구는 9명 증가했고, 외국인 인구는 6명 증가했다. 스위스에서 이주한 스위스 남성이 3명, 스위스로 다시 이주한 스위스 여성이 2명이 있었다. 동시에 다른 나라에서 스위스로 이주한 28명의 비스위스계 남성과 31명의 비스위스계 여성이 있었다. 2008년 전체 스위스 인구 변화(시 경계를 넘는 이동을 포함한 모든 출처에서)는 3명이 증가했고, 비스위스계 인구는 53명이 증가했다. 이는 2.3%의 인구 증가율을 나타낸다.
2009년 현재 퓌두의 연령 분포는 다음과 같다. 302명의 어린이 또는 인구의 11.9%가 0세에서 9세 사이이고, 십대 296명(11.7%)가 10세에서 19세 사이이다. 성인 인구 중 320명(12.6%)가 20세에서 29세 사이이다. 389명(15.3%)은 30~39세, 438명(17.3%)은 40~49세, 321명(12.7%)은 50~59세이다. 고령자 분포는 248명(인구의 9.8%)이 60세 이상이다. 69세는 70~79세가 114명(4.5%), 80~89세가 91명(3.6%), 90세 이상이 17명(0.7%)이다.
2000년 기준으로 시정촌에 미혼이거나, 독신인 사람은 967명이다. 기혼자는 1,157명, 미망인은 108명, 이혼한 사람은 107명이었다.
2000년 기준으로 시정촌의 개인가구는 970세대로 가구당 평균 2.4명이 거주하고 있다. 1인 가구는 317가구, 5인 이상 가구는 68가구였다. 총 991가구 중 1인 가구가 32.0%로 부모와 동거하는 성인 6가구였다. 나머지 가구 중 자녀가 없는 기혼가구는 256가구, 자녀가 있는 기혼가구는 332가구, 자녀가 있는 편부모는 51가구다. 8가구는 혈연관계가 없는 사람들로, 21가구는 일종의 기관이나 집단주택으로 구성되어 있었다.
2000년에는 총 475채의 주거용 건물 중 213채(전체의 44.8%)가 단독주택이었다. 다가구는 92채(19.4%), 주로 주거용으로 사용되는 다목적 건물은 122채(25.7%), 기타 용도(상업·공업)가 48채(10.1%)였다. 단독 주택 중 61채는 1919년 이전에 지어졌고 13채는 1990년에서 2000년 사이에 지어졌다. 가장 많은 다가구 주택(38채)이 1919년 이전에 지어졌고 그 다음으로 가장 많은 주택(12채)이 1961년과 1970년 사이에 지어졌다. 5채가 1919년 이전에 지어졌다. 1996년에서 2000년 사이에 지어진 다가구 주택이 5채 있었다.
2000년에는 시정촌에 1,071개의 아파트가 있었다. 가장 흔한 아파트 규모는 3실 332실이었다. 1인실 아파트가 66실, 5실 이상 아파트가 217실이었다. 이 중 상가주택은 총 896세대(전체의 83.7%), 비수기형은 124세대(11.6%), 공실은 51세대(4.8%)였다. 2009년 기준 신규주택 건설률은 인구 1000명당 0세대였다. 2010년 시정촌 공실률은 0.09%였다.
역사적 인구는 다음 차트에 나와 있다.

## 국가중요문화재
이 지자체는 유네스코 세계 문화 유산의 일인 라보 포도원 테라스 일부를 포함한다. 이것은 또한 스위스 국가 중요문화재 목록에 올라가 있고, Treytorrens의 전체 마을은 스위스 유산 목록의 일부이다.

## 관광
퓌두는 조용한 지역이지만, 레만호 지역의 대부분을 탐험하기에 편리한 기지이다. 레닌은 1904년 8월 아내 크루프스카야와 함께 이곳에 와서 " 22인 회의"를 계획했다. 퓌두 마을은 작은 교차로이지만, 오베르주(여관)와 2개의 레스토랑을 자랑한다. 현지 음식은 셀프 서비스 정육점과 청과물 상점에서 구입할 수 있다. 길을 따라 단 5분 거리에 있는 셰브르 마을에는 여러 와인 동굴이 있다. 브레호(Lac de Bret)에서는 18홀 골프 코스, 승마, 낚시도 즐길 수 있다.
"퓌두 광역권"은 현장 음식과 캠핑이 있는 연례 음악 축제인 Bout d'Brousse의 고향이다. 음악 선택은 놀라울 정도로 다양하다. 2006년 페스티벌에는 켈트 록, 프랑스 샹송, 레게가 포함되었다.

## 정치
2007년 연방 선거에서 가장 인기 있는 정당은 24.7%의 득표율을 기록한 FDP였다. 다음으로 가장 인기 있는 세 정당은 SVP (21.49%), SP (18.09%), 녹색당 (12.44%)이었다. 연방 선거는 총 641표를 던졌고 투표율은 46.8%였다.

## 경제
2010년 기준, 퓌두의 실업률은 3.6%이다. 2008년 기준으로 1차 경제 부문에 235명이 고용되어 있으며, 이 부문에 약 70개 기업이 참여하고 있다. 482명이 2차 부문에 고용되었고, 이 부문에 51개의 기업이 있었다. 934명이 3차 부문에 고용되었으며, 이 부문에는 89개의 기업이 있다. 시정촌 주민은 1,291명으로 일정 정도 고용되었으며, 그중 여성이 전체 노동력의 42.4%를 차지하였다.
2008년에 정규직에 해당 하는 총 일자리 수는 1,434개였다. 1차 부문의 일자리 수는 150개였으며, 그중 149개는 농업에, 1개는 임업 또는 목재 생산에 종사했다. 2차 부문의 일자리 수는 460개였으며, 그중 제조업이 319개(69.3%), 건설이 136개(29.6%)였다. 3차 부문의 일자리 수는 824개였다. 365명(44.3%)는 도소매 또는 자동차 수리업, 187명(22.7%)는 상품의 이동 및 보관, 96명(11.7%)는 호텔 또는 레스토랑, 26명(3.2%)는 정보 산업에 종사했다. 9명(1.1%)가 보험 또는 금융 산업, 33명(4.0%)가 기술 전문가 또는 과학자, 31명(3.8%)가 교육, 17명(2.1%)가 의료 분야였다.
2000년에는 시정촌으로 통근하는 근로자가 734명, 출퇴근한 근로자가 845명이었다. 지자체는 근로자의 순수출 지자체로, 1명이 전입할 때 약 1.2명의 근로자가 지자체를 떠나고 있다. 퓌두에 들어오는 인력의 약 1.1%가 스위스 외부에서 왔다. 근로인구의 14.1%가 출퇴근을 위해 대중교통을 이용하고, 60.3%가 자가용을 이용하였다.

## 종교
2000년 인구 조사에서 로마 가톨릭 신자는 602명(25.7% )이었고, 스위스 개혁 교회는 1,119명(47.8%) 이었다. 나머지 인구 중 정교회 교인은 112명(인구의 약 4.79%), 크리스찬 가톨릭 교회 교인은 3명(인구의 약 0.13%), 다른 기독교 교회에 속한 개인 54명(또는 인구의 약 2.31%)이 있었다. 유대인이 1명 있었고, 이슬람교 68명(인구의 약 2.91%), 불교 1명, 힌두교 1 명, 그리고 다른 교회에 속한 11명의 개인이 있었다. 268명(인구의 약 11.46%)이 교회에 속하지 않고, 불가지론자 또는 무신론자이며, 122명(인구의 약 5.22%)이 질문에 대답하지 않았다.

## 교육
퓌두에서는 인구의 약 810 또는 (34.6%)가 비필수 고등 중등 교육을 완료했으며, 279명(11.9%)이 추가 고등 교육(대학 또는 응용학문대학)을 완료했다. 고등 교육을 마친 279명 중 53.4%가 스위스 남성, 30.1%가 스위스 여성, 9.3%가 비스위스계 남성, 7.2%가 비스위스계 여성이었다.
2009/2010 학년도에 퓌두 학군에는 총 305명의 학생이 있었다. 보주 주립학교 시스템에서는 정치 구역에서 2년간의 의무가 아닌 유아원을 제공한다. 학년도 동안 정치 지역은 총 665명의 어린이에게 유치원 보육을 제공했으며, 그중 232명의 어린이(34.9%)가 보조금을 받는 유치원 보육을 받았다. 주의 초등학교 프로그램은 학생들이 4년 동안 출석해야 한다. 시립 초등학교 프로그램에는 181명의 학생이 있었다. 의무 중학교 과정은 6년 동안 지속되며 해당 학교의 학생은 120명이었다. 홈스쿨링을 하거나 다른 학교에 다니는 학생도 4명 있었다.
2000년 현재 퓌두에는 다른 지자체에서 온 84명의 학생이 있었고, 186명의 주민들은 지자체 외부의 학교에 다녔다.

## 교통
지자체에는 퓌두역과 모레용역의 두 기차역이 있다. 둘 다 로잔-베른선에 위치하며, 로잔, 로몽, 이베르동레뱅까지 정기적으로 운행한다.